# Åke Lundberg (arkitekt)
Åke Julius Lundberg, född 22 september 1917 i Stockholm, död 20 november 1998 i Umeå stadsförsamling, var en svensk arkitekt.
Lundberg, som var son till kontorschef John Lundberg och Julia Lindner, avlade studentexamen i Stockholm 1937 och utexaminerades från Kungliga Tekniska högskolan 1945. Han var biträdande länsarkitekt i Umeå 1952–1956, chefsarkitekt vid Västerbottenskommunernas arkitekt- och byggnadskontor (VAB) i Umeå 1956–1963 samt länsarkitekt i Västerbottens län från 1964. Åke Lundberg är begravd på Norra kyrkogården på Sandbacka i Umeå.

## Verk i urval

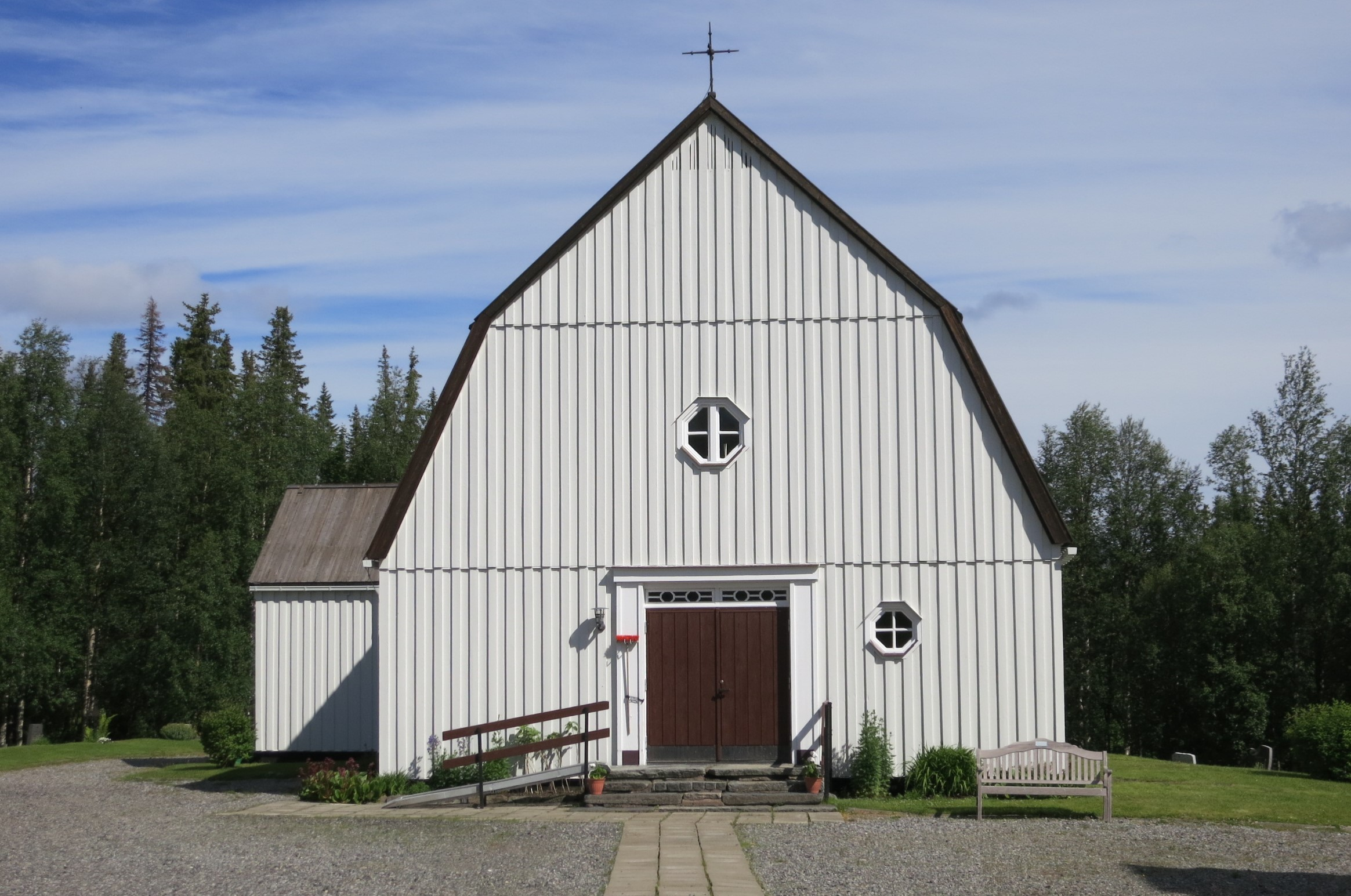
Saxnäs kyrka

- Arbeten för VAB: stadsplanering och arkitektonisk utformning i bland annat Teg, Backen, Vännäs, Bjurholm, Vindeln, Norsjö, länets fjällområde
- Generalplan för Umeåregionen
- Medborgarhuset Kusten
- Saxnäs kyrka
- Strömbäcks folkhögskola
- Kompletteringar av Västerbottens museum